# Đá Bình Sơn
Đá Bình Sơn (tiếng Anh: Hallet Reef; tiếng Trung: 安乐礁; bính âm: Ānlè jiāo, Hán-Việt: An Lạc tiêu) là một rạn san hô thuộc cụm Sinh Tồn của quần đảo Trường Sa. Đá này nằm về phía tây nam của đá Bãi Khung và phía đông bắc của đá Tư Nghĩa.
Đá Bình Sơn là đối tượng tranh chấp giữa Việt Nam, Đài Loan, Philippines và Trung Quốc. Hiện chưa rõ nước nào thực sự kiểm soát đá này.